# 비바리 (영화)
《비바리》는 1973년에 개봉한 대한민국의 영화이다.

## 캐스팅
- 김희라
- 최정민
- 박지훈
- 문오장
- 한은진
- 윤희
- 박연주
- 윤양하
- 장혁
- 최성민
- 최성
- 김홍규
- 신찬일
- 장일식
- 권일정
- 김지영
- 김경란
- 박예숙
- 정미경
- 조용수
- 모신원
- 김상우
- 김경희
- 김철
- 송일근